# チャールズ・フレデリク・ウルリッヒ
チャールズ・フレデリク・ウルリッヒ（Charles Frederic Ulrich、1858年10月18日 - 1908年5月15日）はアメリカ合衆国生まれの画家である。20代後半からヨーロッパで活動した。労働者階級の人々を描いたことで知られる。

## 略歴
ニューヨークでドイツ出身の父親のもとに生まれた。ニューヨークのナショナル・アカデミー・オブ・デザインやクーパー・ユニオンで美術を学んだ。1875年に初めてドイツに渡り、ミュンヘン美術院に入学しルートヴィヒ・フォン・レフツやヴィルヘルム・リンデンシュミットに学んだ。アメリカ出身のジョン・ヘンリー・トワックトマンと友人になり、フランク・ドゥフェネクを中心とする、ミュンヘンやバイエルンのポリングで活動するアメリカ人画家のサークルに加わった。
1880年頃、アメリカに帰国し、アメリカでは「オランダ黄金時代」の画家、ピーテル・デ・ホーホやヨハネス・フェルメールの室内画、フランス・ハルスやアンソニー・ヴァン・ダイクの人物画を研究した。1883年にナショナル・アカデミー・オブ・デザインの準会員になり、アメリカ芸術家協会(Society of American Artists)の正会員になった。当時数少なかった社会的なテーマを題材にした画家の一人となり、1884年には、キャッスル・ガーデンで移民の手続きを待つ人々を描いた、『約束の地で』(In the Land of Promise)を発表した。この作品は、繊維会社のオーナーで美術収集家のトーマス・B・クラークに注目されて援助を受けるようになり、アメリカの最良の人物画に贈られる賞として創設された「トーマス・B・クラーク賞」の第1回の受賞者となった。
1884年の夏に、再びヨーロッパに渡り、ウィリアム・メリット・チェイス、ロバート・フレデリック・ブルームとヨーロッパ、ベルギー、オランダを旅した。ブルームとハールレムのアパートを共有し、3年ほど滞在し、ブルームは人々の日常生活を描き、ウルリッヒは孤児院をスケッチするなど社会的なテーマを追求した。1886年頃にヴェネツィアに移り、1890年にはオランダに移った 。1890年以降もヴェネツィアをしばしば訪れ、1899年から1902年はローマで暮らした。1888年から1892年の間、ミュンヘンでアメリカ美術の展覧会を運営した。作品はロンドンのロイヤル・アカデミー・オブ・アーツの展覧会やミュンヘンのガラス宮殿の展覧会み出展した。1893年に「ベルリン分離派」のメンバーと大ベルリン美術展(Große Berliner Kunstausstellung)に出展した。
1897年にドイツの銀行家の娘と結婚した。1906年にドイツ画家協会（Deutscher Künstlerbund）の会員となった。1908年に肺炎で死去した。

## 作品

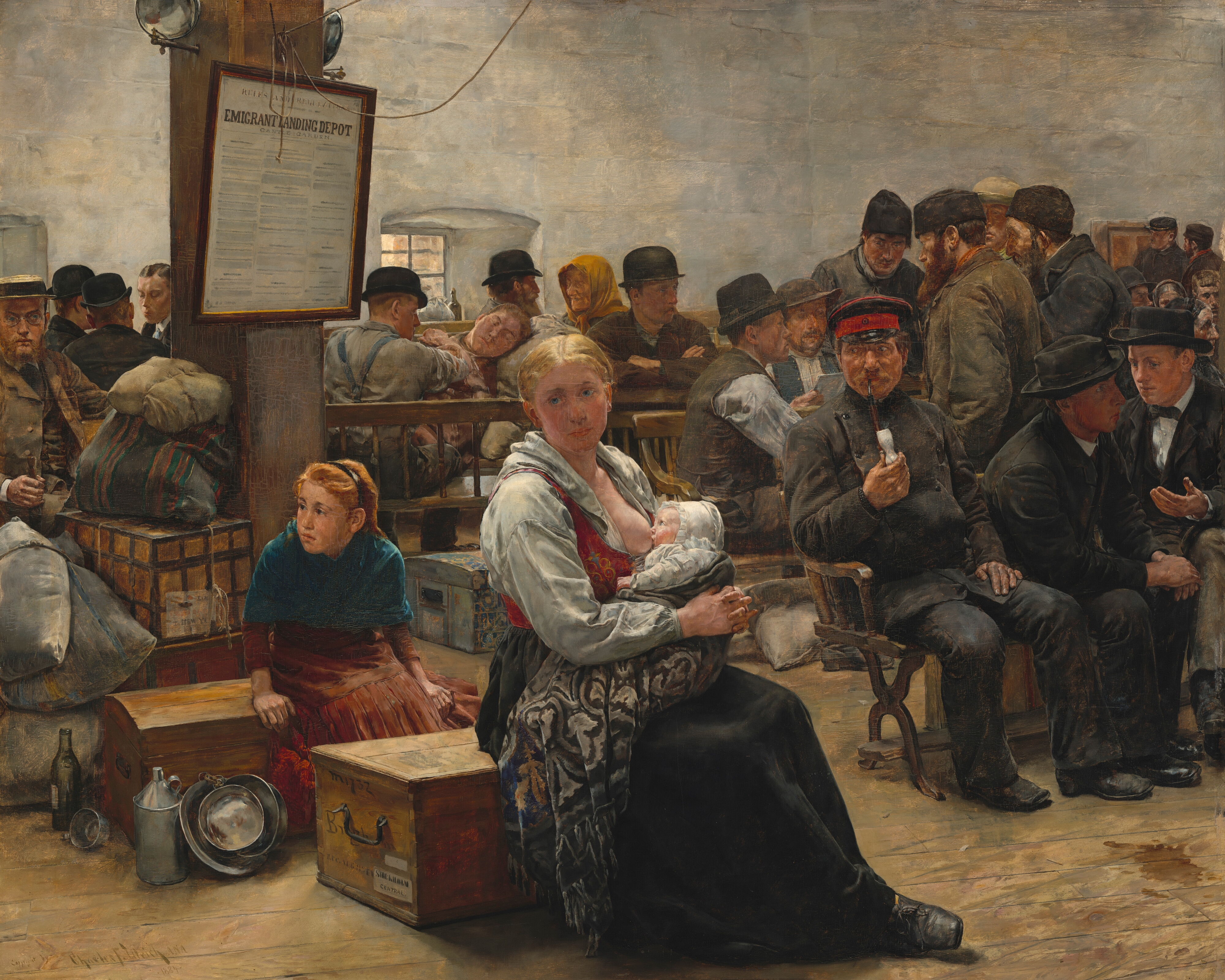
『約束の地で』(1884)
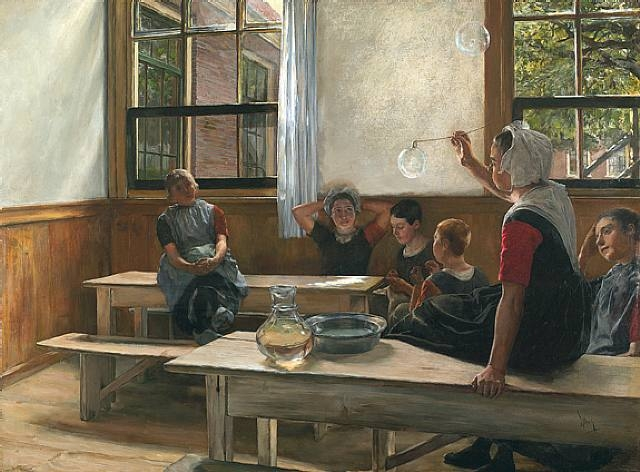
『孤児院の子供たち』(1884)
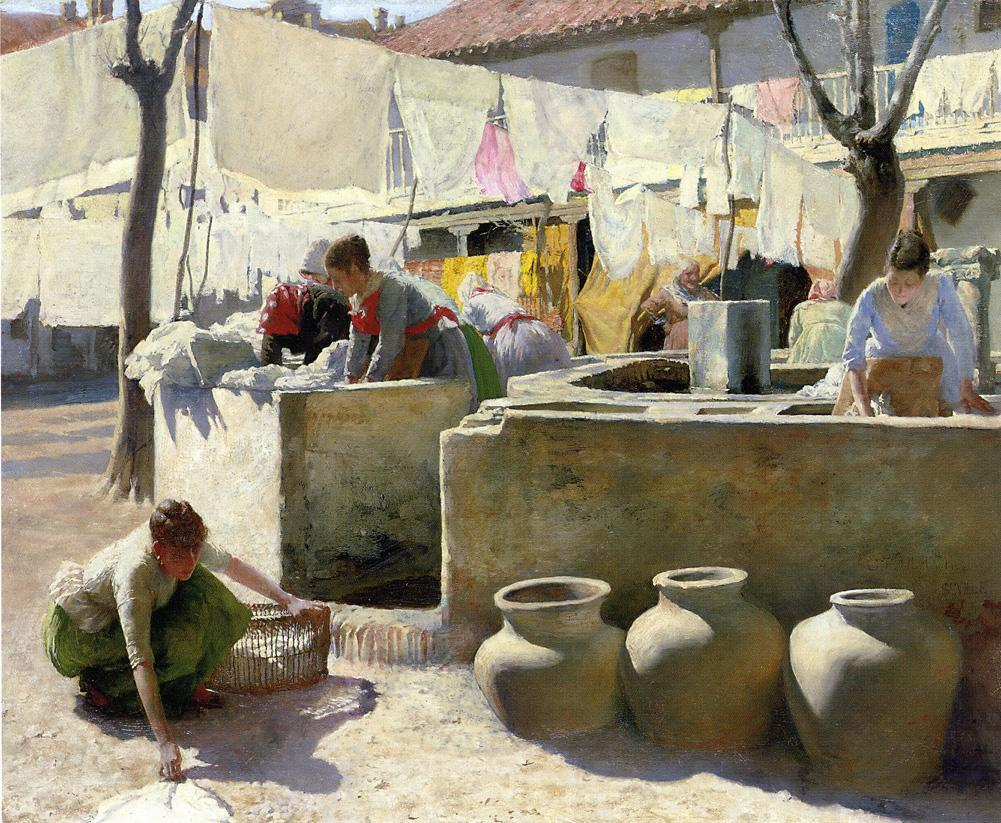
『洗濯する女たち』(1885/1889)